# Raymond Hide
Raymond Hide CBE FRS (Doncaster, 17 de maio de 1929) é um físico britânico.